# روبرت ردفيلد
روبرت ردفيلد (بالإنجليزية: Robert Redfield)‏ عالم أمريكي في مجال الانثروبولوجيا من مواليد 1897.
تخصص في الدراسة الاثنولوجية والاجتماعية لأمريكا الوسطى واشتهر كذلك براساته عن المجتمعات الصغيرة.
توفي سنة 1958.

## روابط خارجية
- روبرت ردفيلد على موقع الموسوعة البريطانية (الإنجليزية)